# Amparo Muñoz

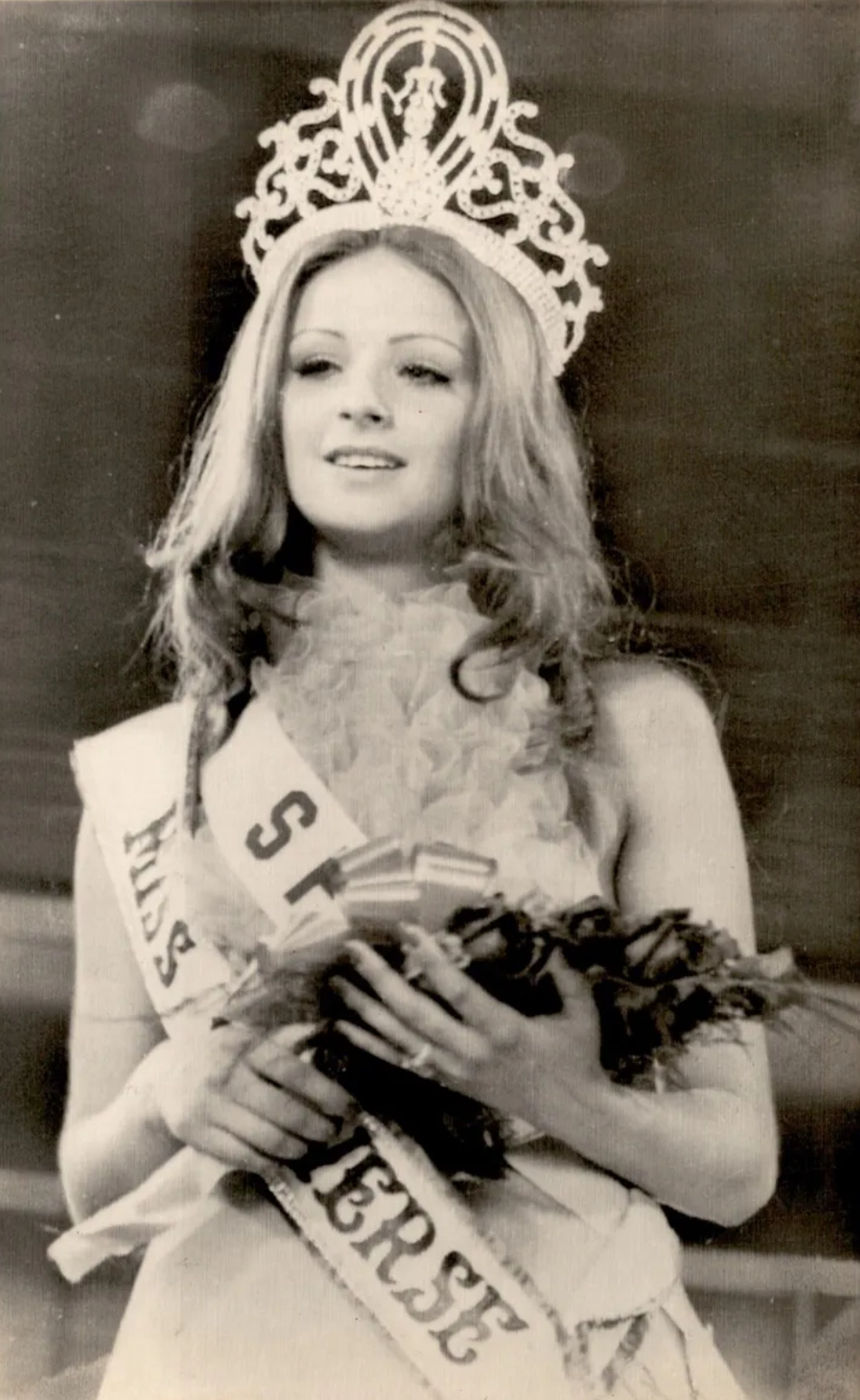
Amparo Muñoz-Miss Universe 1974

Amparo Muñoz Quesada (* 21. Juni 1954 in Vélez-Málaga, Spanien; † 27. Februar 2011 in Málaga, Spanien) war eine spanische Schauspielerin und wurde, nachdem sie im Jahr 1973 zur „Miss Spanien“ gekürt worden war, im Jahr 1974 als erste Spanierin zur „Miss Universe“ gewählt; sie gab diesen Titel jedoch nach einem Streit mit den Ausrichtern noch im selben Jahr zurück. Sie spielte in zahlreichen Filmen mit.

## Leben und Werk
Nach ihren Misswahl-Siegen hatte Amparo Muñoz eine erfolgreiche Karriere im Showbusiness. Sie stand gemeinsam mit prominenten spanischen Schauspielern wie Nino Bravo, Pedro Carrasco, Rocío Dúrcal, Rocío Jurado und Camilo Sesto vor der Kamera.
Im Jahr 1979 war Muñoz in der Komödie Mamá cumple cien años („Mama wird 100 Jahre alt“) von Carlos Saura zu sehen; im selben Jahr spielte sie im Film El Tahur. Im Jahr 1982 spielte sie in Todo un Hombre („Er ist alles, ein Mann“) und Hablamos esta noche („Reden wir später drüber“) von Pilar Miró oder 1997 in „Familie“ von Fernando León de Aranoa mit. 1999 war sie im Film A Paradise Under the Stars (Un paraíso bajo las estrellas) zu sehen. Darüber hinaus war Amparo Muñoz ein erfolgreiches Model. Aufgrund von illegalem Rauschgiftbesitz, wegen unbezahlter Rechnungen und Streitigkeiten mit einer Produzentin, musste sie sich mehrfach mit der Justiz auseinandersetzen.
Im Jahr 2003 wurde bei ihr ein Gehirntumor festgestellt, den sie operieren ließ. Zwei Jahre später veröffentlichte sie ihre Memoiren unter dem Titel La vida es el precio. Sie verstarb am 27. Februar 2011.

## Filmografie (Auswahl)
- 1968: Hora once (TV, El inocente)
- 1973: El diablo en persona
- 1974: Tocata y fuga de Lolita
- 1974: Vida conyugal sana
- 1975: Clara es el precio
- 1975: Sensualidad
- 1976: Mauricio, mon amour
- 1976: Volvoreta
- 1976: Las aventuras del Hada Rebeca (TV)
- 1976: La otra alcoba
- 1977: Acto de posesión
- 1977: Del amor y de la muerte
- 1979: El tahúr
- 1979: Mama wird 100 Jahre alt (Mamá cumple cien años)
- 1979: El anillo matrimonial
- 1979: Presto agitato
- 1980: Mírame con ojos pornográficos
- 1980: Dedicatoria
- 1981: Trágala, perro
- 1981: Las siete cucas
- 1981: Como México no hay dos
- 1981: La mujer del ministro
- 1982: El Gran Triunfo
- 1982: El gran mogollón
- 1982: Hablamos esta noche
- 1982: Sonata de estío (TV)
- 1982: Si las mujeres mandaran (o mandasen)
- 1982/1983: Sonatas (TV, Folgen: Sonata de estío II; Sonata de estío)
- 1983: Las pícaras (TV, La garduña de Sevilla)
- 1983: Sexo vs. sexo
- 1983: Se me sale cuando me río
- 1983: Todo un hombre
- 1984: El balcón abierto
- 1985: La reina del mate
- 1986: Delirios de amor
- 1986: Lulú de noche
- 1987: Vida privada (TV, Folgen: 1.4, 1.3, 1.2, 1.1)
- 1987: En penumbra
- 1987: Los invitados
- 1987: Las dos orillas
- 1988: Al acecho
- 1989: La luna negra
- 1989: Brigada central (La dama de las camelias)
- 1993: La intrusa (TV)
- 1996: Familia
- 1996: Fotos
- 1996: Licántropo: El asesino de la luna llena
- 1997: Elles
- 1999: Tierra de cañones
- 2000: Un paraíso bajo las estrellas
- 2006: El cas de la núvia dividida (TV)